# Torneo de Halle 2025
El Terra Wortmann Open 2025 fue un evento de tenis del ATP Tour 2025 en la serie ATP 500. Se disputó en Halle, Alemania desde el 16 hasta el 22 de junio de 2025.

## Distribución de puntos
| Categoria            | G   | F   | SF  | CF  | R16 | R32 | C  | C2 | C1 |
| Individual masculino | 500 | 330 | 200 | 100 | 50  | 0   | 25 | 13 | 0  |
| Dobles masculino     | 500 | 300 | 180 | 90  | –   | –   | 45 | 25 | 0  |

## Cabezas de serie

### Individual masculino
| Tenista             | Ranking | Preclasificado |
| Jannik Sinner       | 1       | 1              |
| Alexander Zverev    | 3       | 2              |
| Daniil Medvédev     | 11      | 3              |
| Andrey Rublev       | 15      | 4              |
| Francisco Cerúndolo | 18      | 5              |
| Ugo Humbert         | 20      | 6              |
| Tomáš Macháč        | 22      | 7              |
| Karen Khachanov     | 24      | 8              |

- Ranking del 9 de junio de 2025.[2]

### Dobles masculino
| Tenista                         | Ranking | Preclasificado |
| Kevin Krawietz Tim Puetz        | 11      | 1              |
| Simone Bolelli Andrea Vavassori | 25      | 2              |
| Christian Harrison Evan King    | 39      | 3              |
| Sadio Doumbia Fabien Reboul     | 50      | 4              |

## Campeones

### Individual masculino
Aleksandr Búblik venció a  Daniil Medvédev por 6-3, 7-6(7-4)

### Dobles masculino
Kevin Krawietz /  Tim Puetz vencieron a  Simone Bolelli /  Andrea Vavassori por 6-3, 7-6(7-4)